# Fugging

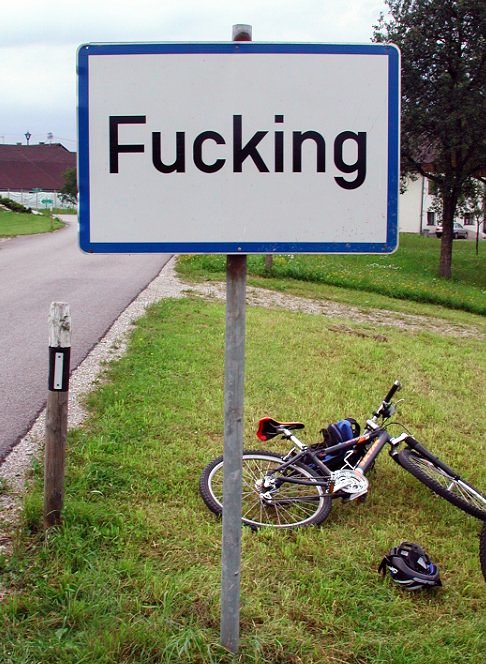
Een (oud) plaatsnaambord van Fucking

Fugging (uitspraak IPA: ['fʊɡɪŋ]), voorheen Fucking, is een dorpje met circa honderd inwoners in het district Braunau am Inn in de Oostenrijkse deelstaat Opper-Oostenrijk. Het behoort tot de gemeente Tarsdorf.

## Geschiedenis
De geschiedenis van het dorp onder die naam is terug te voeren tot minstens 1070. De oude naam Fucking was afgeleid van een zekere Focko uit de 6e eeuw. Het -ing geeft aan dat het om een nederzetting gaat.
Na de Tweede Wereldoorlog werden Britse en Amerikaanse soldaten gestationeerd nabij Salzburg, die de plaats speciaal aandeden vanwege de controversiële Engelstalige betekenis van de toenmalige naam Fucking. Hierna nam het dagtoerisme door buitenlanders naar de plaats gestaag toe.

## Beroeringen vanwege de naam
Mensen die Engels spreken vonden de naam Fucking vaak zeer komisch omdat deze in het Engels "neuken" betekent. Veel toeristen lieten zich voor het plaatsnaambord fotograferen en deze borden werden ook regelmatig (tot enkele keren per maand) gestolen. In de handel waren ook T-shirts met de plaatsnaam erop verkrijgbaar.
In 2004 stemden de inwoners van Fucking over de naam en besloten deze te handhaven. De Oostenrijkse plaatsen Windpassing ("scheten laten") en Wank am See (to wank = "rukken") hebben eveneens een referendum over hun naam gehouden en besloten de naam te handhaven.
In april 2012 verspreidde zich het gerucht dat de inwoners van het dorp weer zouden stemmen over een naamsverandering, met Fugging als een van de mogelijke toekomstige namen. Dit werd door de burgemeester echter ontkend.
Per 1 januari 2021 werd de naam gewijzigd van Fucking in Fugging op basis van een stemming in de gemeenteraad.

### Fucking als naamgever
In 2011 kwam een bier op de markt van het merk Fucking Hell, dat is vernoemd naar het toenmalige Fucking in combinatie met de biersoort waarin het gebrouwen is, Helles (kortweg Hell).
In 2013 werd de speelfilm Bad Fucking uitgebracht, waarin Bad verwijst naar kuuroord en Fucking naar deze Oostenrijkse plaats. De film was gebaseerd op het gelijknamige boek en bestseller van Kurt Palm uit 2010.